# شبکه ردپای جهانی

نقشه جهانی کشورها بر اساس کسری زیست محیطی (۲۰۱۳)

شبکه ردپای جهانی (به انگلیسی: Global Footprint Network) در سال ۲۰۰۳ پایه‌گذاری شد و یک اتاق فکر مستقل است که در ابتدا در ایالات متحده، بلژیک و سوئیس مستقر شد. این شبکه به عنوان یک سازمان خیریه غیرانتفاعی در هر یک از این سه کشور تأسیس شد. هدف آن توسعه و ترویج ابزارهایی برای پیشبرد پایداری است، از جمله ردپای بوم‌شناختی و گنجایش زیستی، که میزان منابعی که استفاده می‌کنیم و مقداری که داریم را اندازه‌گیری می‌کند. هدف این ابزارها آوردن محدودیت‌های زیست‌محیطی به مرکز تصمیم‌گیری است.
هدف شبکه رد پای جهانی ایجاد آینده‌ای است که در آن همه انسان‌ها بتوانند به خوبی در سیاره زمین زندگی کنند. دفتر مرکزی این سازمان در اوکلند، کالیفرنیا است. این شبکه بیش از ۷۰ سازمان شریک، از جمله صندوق جهانی طبیعت , ICLEI , Bank Sarasin، پیکتت، New Economics Foundation, Pronatura México، و آژانس محیط زیست ابوظبی را گرد هم می‌آورد.